# 佐熊裕和
佐熊 裕和（さくま ひろかず、1963年12月1日 - ）は、日本のサッカー指導者。元桐光学園高等学校サッカー部監督。元中国3部プロサッカーリーグ監督。現在新潟医療福祉大学サッカー部監督。2022年4月より同大学健康科学部に教授として着任した。
質の高い指導・育成手腕と勝利にこだわる指導方針を貫き、多くの勝負強いプロ選手・日本代表選手を輩出するとともに、無名の桐光学園高校を全国でも有数の強豪校に育て上げた。

## 略歴
- 1979年-1982年 東京都本郷高等学校
- 1978年 東京都選抜選手
- 1981年 国体（東京都選抜選手）、全国総合体育大会（インターハイ）、都優勝、全国3回戦敗退（全試合出場）
- 1982年-1986年 日本体育大学（体育学部体育学科）
- 1982年 総理大臣杯全日本大学サッカートーナメント第3位、新人戦優勝得点王
- 1983年 [関東大学リーグ１部選抜]
- 1986年-2013年[1] 桐光学園高等学校教諭
- 2013年 中国サッカー・乙級リーグの梅県客家足球倶楽部監督
- 2014年～ 新潟医療福祉大学サッカー部監督、[アルビレックス新潟] [強化部]
- 2022年[2] 新潟医療福祉大学 健康科学部 健康スポーツ学科 教授

## 免許・資格
- 1986年3月 教員免許（中学・高校 保健体育）
- 2005年 日本サッカー協会B級コーチ取得
- 2010年 日本サッカー協会A級コーチ取得
- 2013年 日本サッカー協会S級コーチ取得
- 2013年 日本体育協会公認 上級コーチ取得

## 監督歴
桐光学園高校サッカー部
- 全国高等学校サッカー選手権大会 出場7回
- 1996年 準優勝
- 2012年 第3位[3][4]
- 全国総合体育大会（インターハイ）出場11回
  - 1996年 第3位
  - 2010年 第3位
- 高円宮杯U-18サッカーリーグ プリンスリーグ関東
  - 2012年 第1位、プレミアリーグ入れ替え戦に勝利し、プレミア参入。
- 高円宮杯全日本ユース(U-18)サッカー選手権大会
  - 2009年 決勝トーナメント進出

中国サッカー・プロ乙級リーグの梅県客家足球倶楽部 プレーオフ進出
新潟医療福祉大学サッカー部
- 北信越大学サッカーリーグ 1部
  - 2017年 優勝（インカレ出場）
  - 2018年 優勝（インカレ出場）
  - 2019年 優勝（インカレ出場）
  - 2020年 優勝（インカレ出場）
  - 2021年 優勝（インカレ出場）
  - 2022年 優勝（インカレ出場）
- 総理大臣杯全日本大学サッカートーナメント 北信越予選
  - 2016年 優勝
  - 2017年 第三位
  - 2018年 優勝
  - 2019年 優勝
  - 2020年 中止
  - 2021年 優勝
  - 2022年 優勝
- 天皇杯 新潟県予選
  - 2016年 優勝
  - 2017年 優勝
  - 2018年 優勝
  - 2019年 優勝
  - 2020年 優勝
  - 2021年 優勝
  - 2022年 優勝

## 育て上げた選手
- 中村俊輔（横浜F・マリノス、レッジーナ・カルチョ、セルティックFC、RCDエスパニョール、横浜Fマリノス、ジュビロ磐田、横浜FC）- 元日本代表
- 藤本淳吾（清水エスパルス、名古屋グランパス、ガンバ大阪、京都サンガ） - 元日本代表
- 本田拓也（清水エスパルス、鹿島アントラーズ、モンテディオ山形） - 元日本代表
- 佐原秀樹（川崎フロンターレ、グレミオFBPA、川崎フロンターレ育成コーチ）
- 小林稔（FC東京、ジュビロ磐田トップチームコーチ）
- 浜野征哉（FC東京、浦和レッズトップチームGKコーチ）2018ワールドカップ日本代表GKコーチ、パリオリンピック日本代表GKコーチ
- 加々美太一（東京ヴェルディー）
- 馬場賢治（ヴィッセル神戸、湘南ベルマーレ）
- 田中裕介（横浜F・マリノス、川崎フロンターレ、セレッソ大阪、ファジアーノ岡山）
- 福森晃斗（川崎フロンターレ、コンサドーレ札幌）
- 渡辺匠（川崎フロンターレ、グレミオFBPA）いわきFCトップコーチ
- 瀬沼優司（清水エスパルス、横浜FC）
- 内藤洋平（京都サンガF.C.カマタマーレ讃岐）
- 酒井良（町田ゼルビア）町田ゼルビア育成コーチ
- 中島健太（カマタマーレ讃岐）
- 宇留野純（ヴァンフォーレ甲府）
- 加藤大志（湘南ベルマーレ、京都サンガF.C.）
- 久場政朋（東京ヴェルディ1969）
- 鈴木将太（大宮アルディージャ、湘南ベルマーレ）
- 井手口純（横浜F・マリノス）現在新潟医療福祉大学サッカー部コーチ
- 植村慶（湘南ベルマーレ、ジュビロ磐田）湘南ベルマーレ育成コーチ
- 須藤大輔（湘南ベルマーレ、ヴィッセル神戸、ヴァンフォーレ甲府）現在藤枝MYFC監督
- 尾泉大樹（FC岐阜）
- 工藤祐生（SC相模原）
- 向慎一（東京ヴェルディ1969、栃木SC、FC町田ゼルビア）
- 北井佑季（町田ゼルビア、松本山雅、カターレ富山）
- 鈴木孝司（町田ゼルビア、セレッソ大阪、アルビレックス新潟）
- 福井勲（鹿島アントラーズ）
- 今井昌太（松本山雅FC）
- 山本孝平（湘南ベルマーレ、水戸ホーリーホック）
- 橋本裕貴（福島ユナイテッド、ヴァンラーレ八戸）
- 菅本岳（いわてグルージャ盛岡）
- 友澤剛気（YSCC横浜）
- 村上巧（愛媛FC、ロアッソ熊本）
- 中田大貴（カターレ富山）
- 和田幹大（YSCC横浜）
- 上米良柊人（SC相模原）
- 矢村健（アルビレックス新潟）
- 喜岡佳太（モンテディオ山形）
- 佐々木快（ヴァンラーレ八戸）
- 脇坂崚平（YSCC横浜）
- ンダウ・ターラ（横浜Fマリノス）
- 常盤悠（アルビレックス新潟シンガポール）
- 松本雄真（カターレ富山）
- シマブク・カズヨシ（アルビレックス新潟）
- 小森飛絢（ジェフ千葉）
- オナイウ情滋（ベガルタ仙台）